# Pablo Serrano
Pablo Serrano Aguilar (Crivillén, Teruel, 10 de febrero de 1908 - Madrid, 26 de noviembre de 1985) fue un escultor español. Es considerado uno de los artistas españoles más importantes del siglo XX.
Tras iniciar su carrera en Sudamérica ganará fama internacional al afincarse en España en 1955. Cofundador del Grupo El Paso en 1957, impulsó el arte de vanguardia en la península realizando desde esculturas expresionistas a puramente abstractas, además de cultivar el arte gráfico. Cabe destacar la fuerte preocupación humanista que impregna toda su obra, tratando temas como la comunicación o la capacidad del ser humano de abrirse a otros.
Obtuvo un gran reconocimiento, especialmente tras su participación en la XXXI Bienal de Venecia de 1962, y hoy en día sus obras forman parte de las más importantes colecciones del mundo. Al final de su vida creó una fundación para difundir su obra y la de otros artistas que está en el origen del Instituto Aragonés de Arte y Cultura Contemporáneos Pablo Serrano (IAACC) en Zaragoza.

## Biografía
El ser está más allá de la realidad y de la vida. Es la soledad frente a la incógnita.

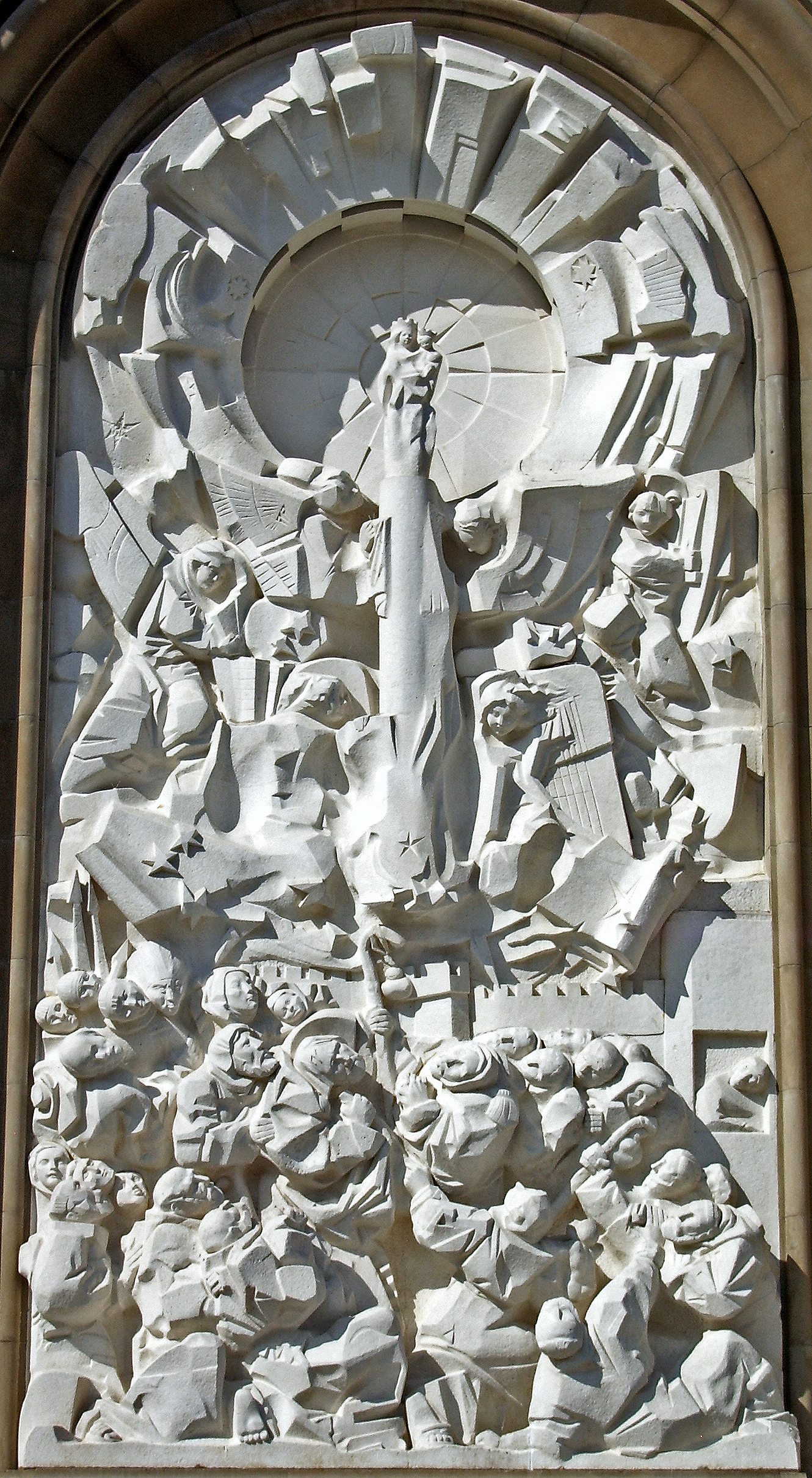
Venida de la Virgen, Zaragoza, 1969.

Estudió escultura primero en Zaragoza y después en Barcelona, hasta su marcha en el año 1929, a Argentina. Entre este país y la ciudad de Montevideo (Uruguay) pasará 25 años realizando esculturas, entre las que podemos destacar su serie Los toros, logrando una pureza de formas comparable a la de Constantin Brancusi. En este período inicia su amistad con los artistas Lucio Fontana y Joaquín Torres García conociendo de primera mano las vanguardias europeas.
En los años 1944, 1951 y 1954 obtiene el Primer Premio Nacional del Salón de Bellas Artes de Montevideo, siendo ya el escultor más reconocido de Uruguay y un referente en Sudamérica, donde actualmente se pueden contemplar esculturas públicas de Serrano en países como Argentina, Uruguay, Chile, Puerto Rico o México. Regresa a España justo después de obtener el Gran Premio en la Bienal de Montevideo de 1955, consiguiendo ese mismo año el Gran Premio de Escultura en la Bienal Hispanoamericana de Barcelona. Funda el Grupo El Paso en el año 1957 junto a artistas como Antonio Saura, Manolo Millares, Rafael Canogar o Juana Francés. El Paso se convierte en el movimiento de vanguardia que introduce el arte abstracto en la península, revitalizando el mundo artístico español de posguerra.
Crea numerosas esculturas. En 1957 expone individualmente en el Ateneo de Madrid obras expresionistas Interpretaciones al retrato en las que capta magistralmente lo que el propio Serrano denominaba «rostro metafísico» y abstractas Hierros encontrados y soldados reinventando la tradición de la forja que inició Julio González. Posteriormente inicia su serie Quema del objeto utilizando el fuego como destrucción y a la vez creación de un nuevo orden; estas innovadoras y radicales experiencias sobre el volumen vacío en relación con las teorías de Martin Heidegger las realizará en ciudades como Milán, Berlín o en el MoMA de Nueva York. Muy valorados por la crítica también son los Ritmos en el espacio, esculturas móviles que gravitan con gran elegancia, desprovistas casi por completo de volumen. Expone en los principales museos de Europa y América convirtiéndose en uno de los artistas más influyentes de la segunda mitad del siglo XX. 
Su consolidada fama le permite ser seleccionado para participar en la exposición New Spanish Painting and Sculpture, con itinerancia de dos años entre el MoMA de Nueva York, y otros museos norteamericanos como el de Washington, Chicago o New Hampshire. En 1961 recibe el Premio Julio González en el Salón de Mayo de Barcelona y un año después presenta en el Pabellón Español de la XXXI Bienal de Venecia, 23 obras bajo el título Bóvedas para el hombre, consiguiendo un gran éxito de crítica. En 1964 realiza la serie Los fajaditos, seres amordazados y anulados, metáfora en respuesta a la campaña franquista de los 25 años de Paz y emparentados con los Artefactos de su amigo Manolo Millares.

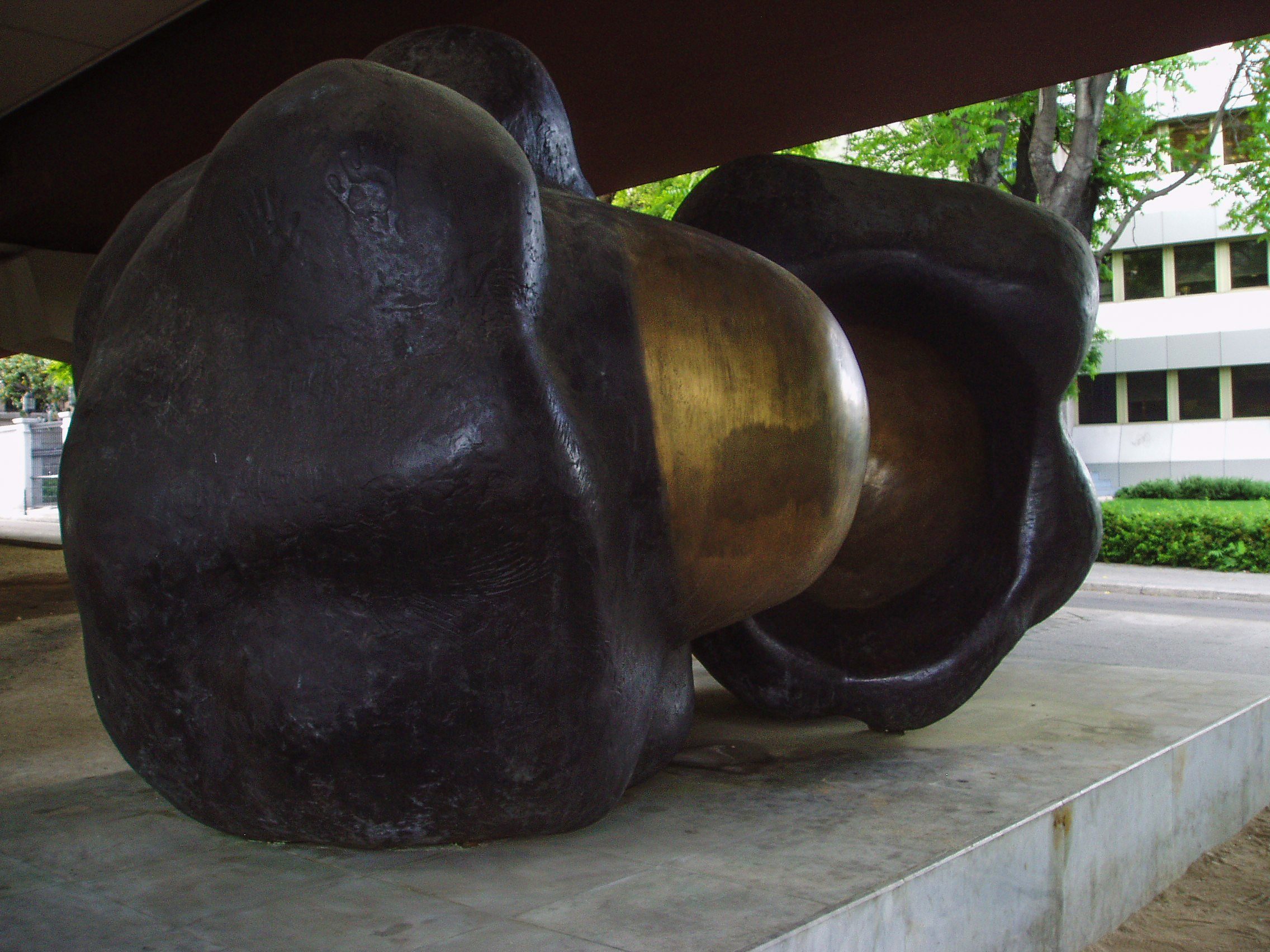
Unidades-yunta, Madrid, 1972.

Exhibe en 1967 sus Hombres con puerta en el Museo Guggenheim de Nueva York. En 1973 el Museo Español de Arte Contemporáneo, actual Museo Nacional Centro de Arte Reina Sofía, le dedica una exposición antológica, y en el mismo año Pablo Serrano expone en el Museo Nacional de Arte Moderno de la Villa de París, ciudad en la que poseía un estudio que anteriormente había pertenecido al también escultor Alberto Giacometti. Al finalizar ese año interviene en la I Exposición Internacional de Escultura en la Calle de Santa Cruz de Tenerife con la obra Homenaje a las Islas Canarias. En septiembre de 1975 retira su obra de la exposición Telecom 75 en Ginebra como protesta por los últimos fusilamientos franquistas. Ese mismo año expone en Sala Gaudí Barcelona, quien coloca una obra suya en las famosas Ramblas de Barcelona, y que hoy, renombrada Gaudifond Arte, posee una parte de su obra. Expone su serie El pan en la Galería Darthea Speyer de París en 1979, el mismo año en el que Joaquín Soler Serrano le entrevista en su programa A fondo de TVE. Un año más tarde se le dedica una exposición antológica en la Fundación Gulbenkian de Lisboa en la que Serrano realiza un happening con una Quema del objeto nocturna. En el año 1982 se le concede el Premio Príncipe de Asturias de las Artes por la trascendencia universal de su obra. Ese mismo año expone en Moscú y en el Museo del Ermitage de Leningrado, siendo hasta el momento el único artista español al que se le dedica una exposición individual en dicho museo.
En los meses de septiembre, octubre y noviembre del año 1985 expone en el Museo Guggenheim de Nueva York su serie Divertimentos con Picasso, la guitarra y el cubismo. Muere en Madrid, cediendo parte de sus obras al Museo Pablo Serrano de Zaragoza responsable de investigar, exhibir y difundir el legado del artista. Sus herederos Pablo B. Serrano (hijo) y Valeria Serrano Spadoni (nieta) confirman esta donación. Tras su muerte el interés por su figura aumenta y se siguen sucediendo innumerables exposiciones de su obra en ciudades como Estrasburgo, Roma, Buenos Aires, Brasilia, Santiago de Chile, Rabat, Valencia, Madrid, Barcelona... Paralelamente se está elaborando el catálogo razonado de su obra escultórica que tiene prevista su publicación en el año 2014.
Poseen obras suyas el Museo de Arte Moderno de Nueva York (MoMA), el Museo del Ermitage de San Petersburgo, el Museo Guggenheim de Nueva York, el Centro Georges Pompidou de París, el Museo de Arte Contemporáneo de la Villa de París, la Fundación Gulbenkian de Lisboa, el Museo Middelheim de Amberes, la colección Gaudifond Arte los Museos Vaticanos, el Museo Nacional Centro de Arte Reina Sofía, etc.

## Reconocimientos

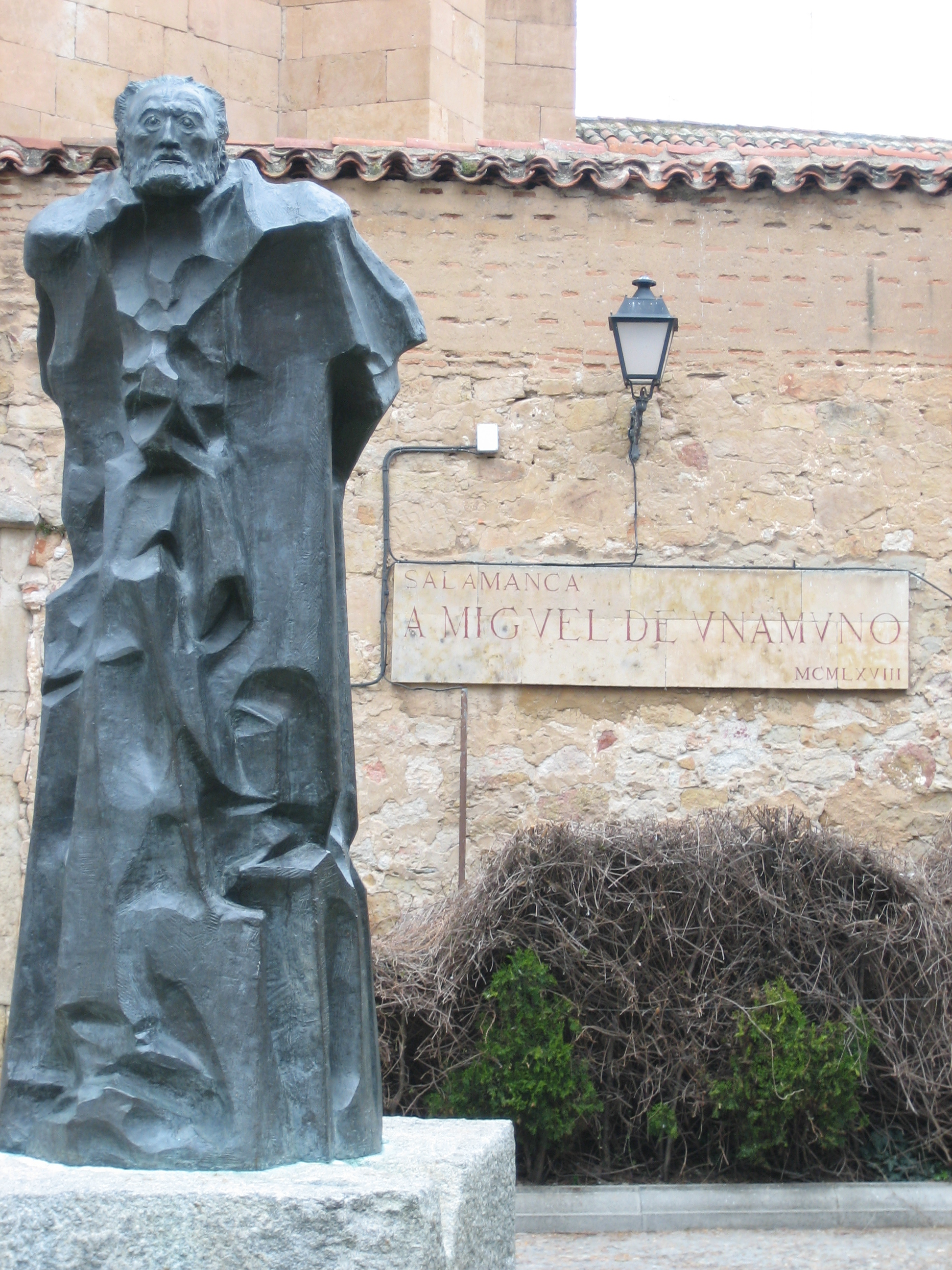
Escultura de Unamuno en Salamanca, 1968.

- En 1955 Gran Premio de Escultura en la III Bienal Hispanoamericana de Arte de Barcelona.
- En 1961 Premio Julio González en el Salón de Mayo de Barcelona.
- En 1967 es elegido miembro de la Société Européenne de Culture en Venecia.
- En 1969 es nombrado miembro de la Real Academia de Flandes (Bélgica).
- En 1976 es nombrado por el Ayuntamiento de Zaragoza Hijo Adoptivo de la ciudad.
- En 1977 Caballero de las Artes y las Letras por el Ministerio de Cultura de Francia.
- En 1980 recibe la Medalla de Oro al Mérito en las Bellas Artes
- En 1981 es nombrado miembro de la Real Academia de Bellas Artes de San Fernando en Madrid.
- En 1982 se le concede el Premio Príncipe de Asturias de las Artes.[4][5]
- En 1983 es nombrado doctor honoris causa por la Universidad de Zaragoza.
- En 1984 se le concede el Premio Aragón a las Artes.

## Museos
Selección de Museos con obras de Pablo Serrano

### América
- MoMA Museo de Arte Moderno de Nueva York, EE. UU.Boceto para el monumento a Don Miguel de Unamuno. 1960-1967. Salamanca. Loci et imagines.

Boceto para el monumento a Don Miguel de Unamuno. 1960-1967. Salamanca. Loci et imagines.

- Solomon R. Guggenheim Museum de Nueva York, EE. UU.
- Hirshhorn Museum and Sculpture Garden, Washington D. C., EE. UU.
- Brown University Providence, Rhode Island, EE. UU.
- Wadsworth Atheneum Hartford, Connecticut, EE. UU.
- Public Art of the University of Houston System/University of Houston-Clear Lake, Houston, Texas, EE. UU.
- Indianapolis Museum of Art 'IMA', Indianápolis, Indiana, EE. UU.
- Virginia Museum of Fine Arts, Richmond, Virginia, EE. UU.
- MNAV, Museo Nacional de Artes Visuales, Montevideo, Uruguay
- Museo de la Solidaridad Salvador Allende, Santiago de Chile, ChileMonumento funerario dedicado a Félix Rodríguez de la Fuente en el cementerio de San José de Burgos.

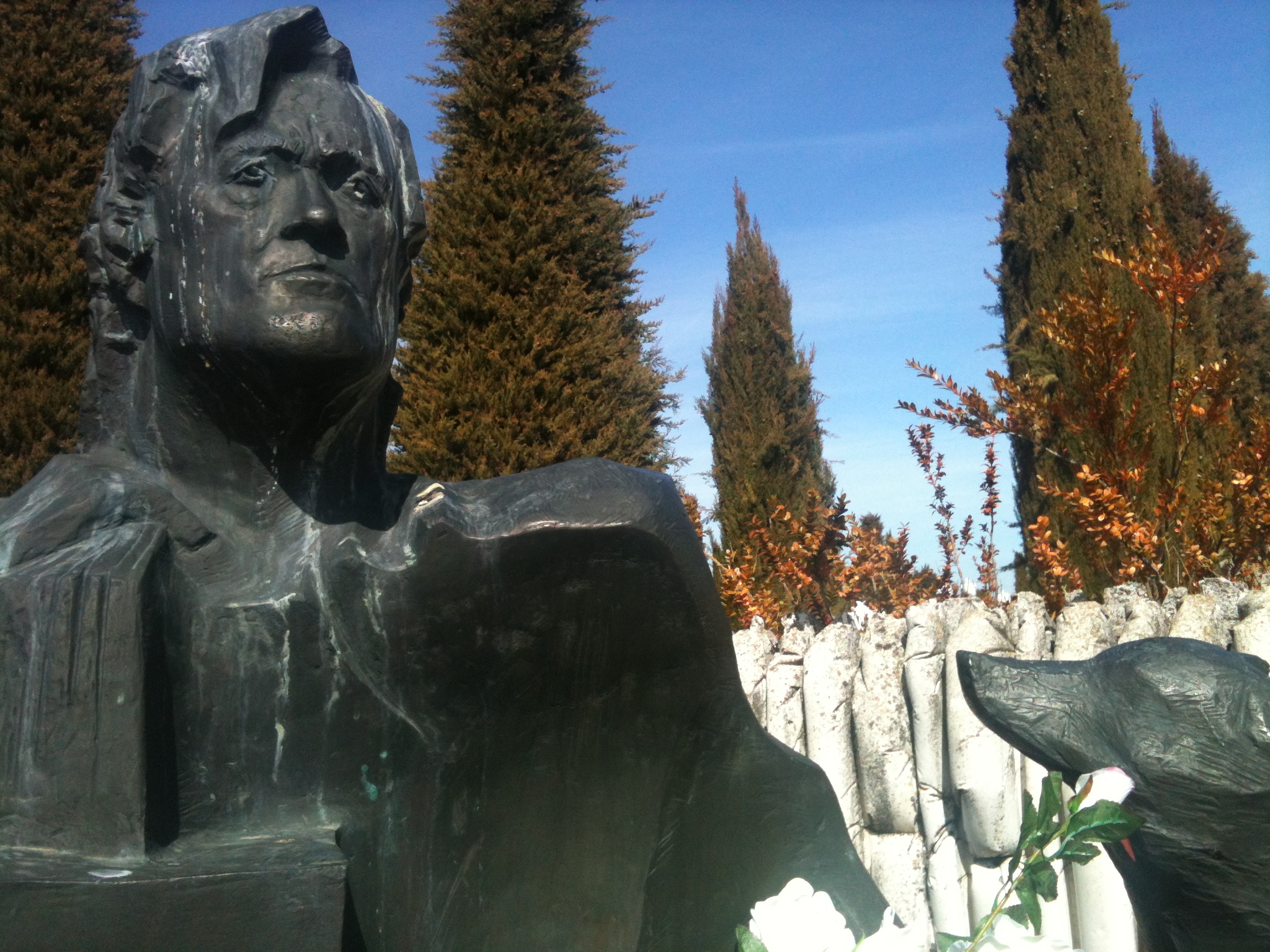
Monumento funerario dedicado a Félix Rodríguez de la Fuente en el cementerio de San José de Burgos.

- Museo de Arte de Ponce, Puerto Rico
- Museo de Río Piedras, Puerto Rico

### Europa
- Museo del Ermitage, San Petersburgo, Rusia
- Pushkin Museum, Moscú, Rusia
- Centre Pompidou, París, Francia
- Musée d'Art Moderne de la Ville de Paris, Francia
- Museos Vaticanos, Ciudad del Vaticano
- Galleria Nazionale d' Arte Moderna, Roma, Italia
- Galleria d'Arte Moderna, Venecia, Italia
- Museo de Henraux, Querceta, Lucca, Italia
- Kunstmuseum Winterthur, Winterthur, Suiza
- Museum Morsbroich, Leverkusen, Alemania
- Stedelijk Museum, Ámsterdam, Países Bajos
- Middelheim Museum, Amberes, Bélgica
- Galería Nacional de Budapest, Hungría
- Fundación Gulbenkian, Lisboa, Portugal
- Marlborough Gallery, Londres, Reino Unido

### España

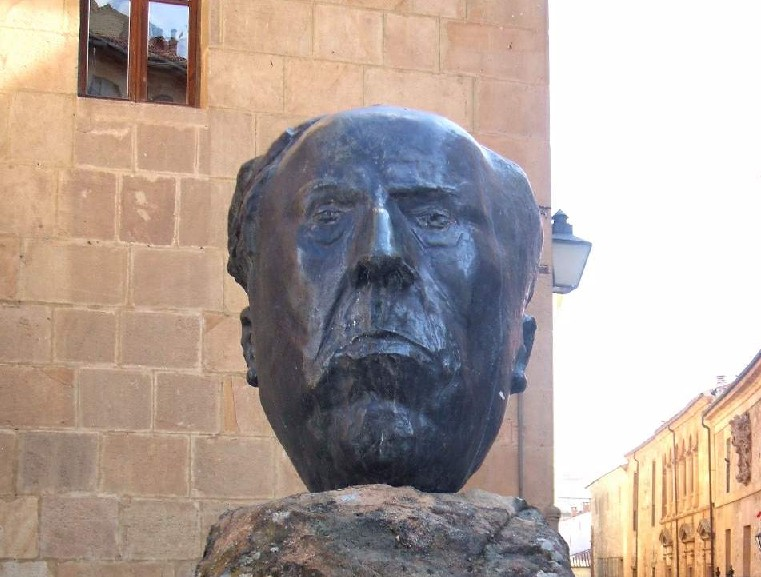
Una de las "cabezas" de Pablo Serrano en memoria de Antonio Machado. El 19 de junio de 2007 se instaló en los jardines de la Biblioteca Nacional de Madrid, sobre un pedestal del diseñador Alberto Corazón, la última "cabeza" de Antonio Machado de la casi legendaria serie realizada por el escultor Pablo Serrano desde la década de 1960. Antes, en 1981, otra "cabeza" de don Antonio había sido regalada por Serrano y expuesta en el museo de la Real Academia de Bellas Artes de San Fernando. En la imagen aparece la instalada en Soria en 1982, frente al colegio donde el poeta impartió sus clases de francés. La cabeza original de toda la serie pudo colocarse finalmente en Baeza en 1983.

- Museo Nacional Centro de Arte Reina Sofía, MNCARS, Madrid
- Fundación Juan March, Madrid
- Fundación Banco Santander, Madrid
- Fundación AENA, Madrid
- Biblioteca Nacional de España, Madrid
- Museo Arte Público, Madrid
- Real Academia de Bellas Artes de San Fernando, Madrid
- Colección del Congreso de los Diputados, Madrid
- Colección ADIF, Madrid
- Colección de la I Exposición Internacional de Escultura en la Calle de Santa Cruz de Tenerife
- Museo de Escultura al Aire Libre de Alcalá de Henares, Madrid
- Museo de Bellas Artes, Bilbao
- ARTIUM Centro-Museo Vasco de Arte Contemporáneo, Vitoria
- Museo de Arte Abstracto Español, Cuenca
- Museo Patio Herreriano, Valladolid
- Museo Picasso, Málaga
- MUPAM, Museo Del Patrimonio Municipal, Málaga
- CAAC, Centro Andaluz de Arte Contemporáneo, Sevilla
- CAAM, Centro Atlántico de Arte Moderno, Las Palmas
- MACA, Museo de Arte Contemporáneo, Alicante
- Museo Pablo Serrano, Zaragoza
- CDAN, Centro de Arte y Naturaleza, Huesca
- Museo de Dibujo «Julio Gavín», Castillo de Larrés, Huesca
- Centro de Arte Contemporáneo Pablo Serrano de Crivillén (Teruel)
- Es Baluard, Museo de Arte Moderno y Contemporáneo, Palma
- Universidad Autónoma de Barcelona
- Universidad Politécnica de Valencia
- Colección Corporativa Iberdrola

## Escritos
Selección de escritos de Pablo Serrano
- Manifiesto del Grupo El Paso. Pablo Serrano y otros. Madrid, 1957.
- Tribuna Libre: Manifiesto del Intra-Espacialismo. Bellas Artes 73, n.º 19, Madrid, 1973.
- El lenguaje y la comunicación en la escultura. Once ensayos sobre arte. Boletín informativo de la Fundación Juan March, n.º 25, Madrid, 1975.
- Recuerdo y homenaje a Torres García. Construction et symboles Musée d'art moderne de la ville de Paris, 1975.
- Julio González, un escultor olvidado. Centenario de otro gran emigrado. Diario 16. 1976.
- Pablo Gargallo texto en el catálogo Gargallo 1881-1981. Exposición del Centenario: Palacio de Cristal, Madrid, 1981.
- Relación espiritual y formal del artista moderno con su entorno social. Discurso de ingreso en la Real Academia de Bellas Artes de San Fernando, Madrid, 1981.